# Grenzübergang Bornholmer Straße

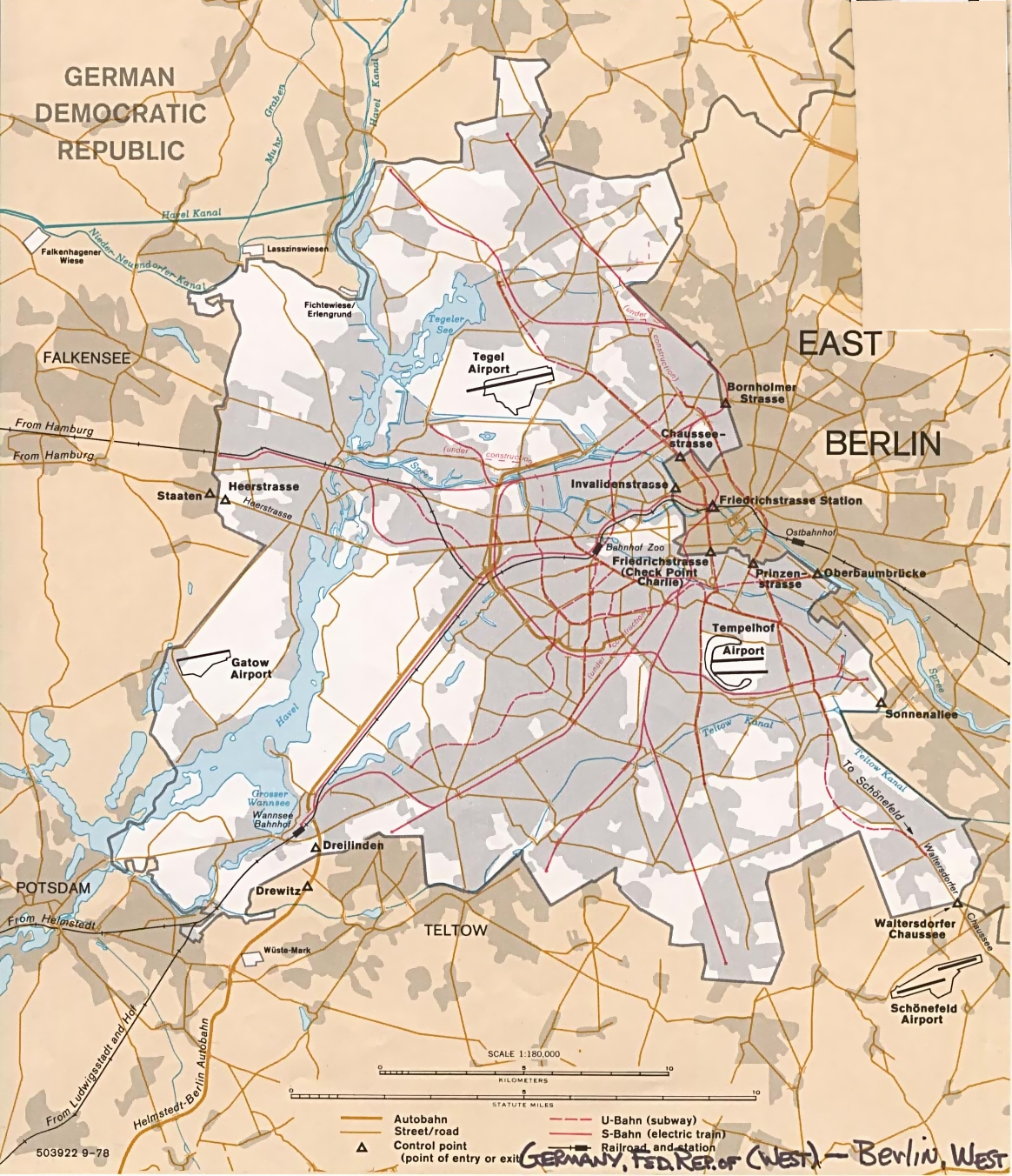
West-Berlin bis 1990, mit den Grenzübergängen zur DDR (der Übergang Bornholmer Straße befindet sich oben rechts)

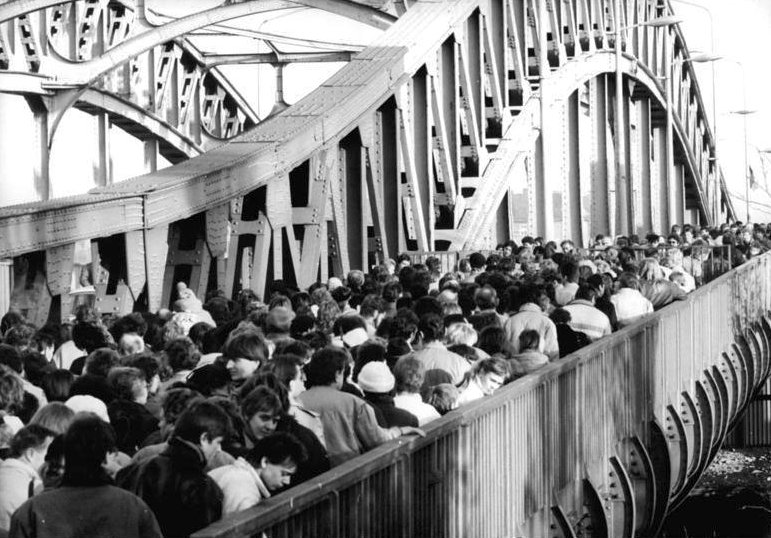
Die Bösebrücke mit zahlreichen DDR-Bürgern vor dem Grenzübergang am 18. November 1989

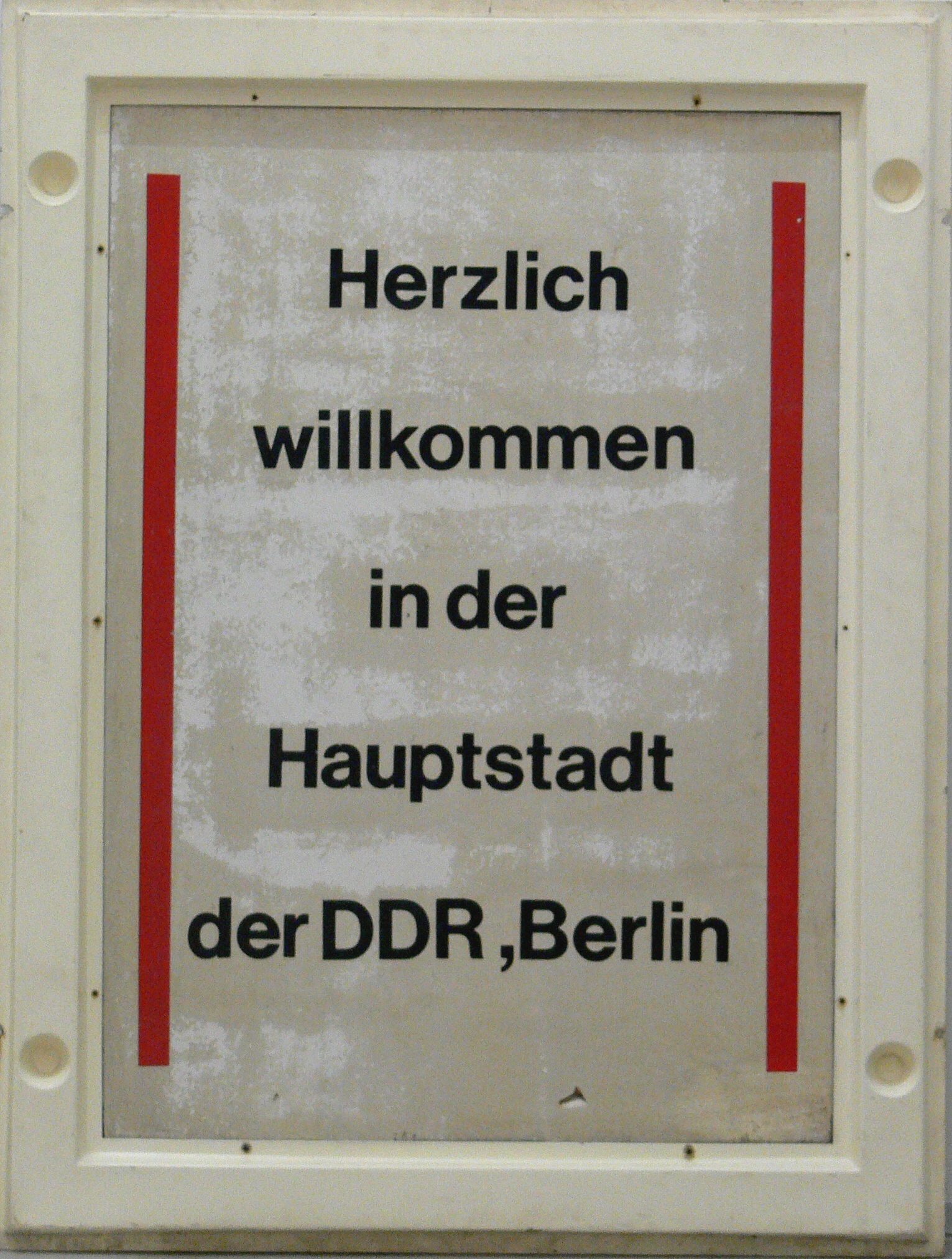
Schild am Grenzübergang Bornholmer Straße bis 1990

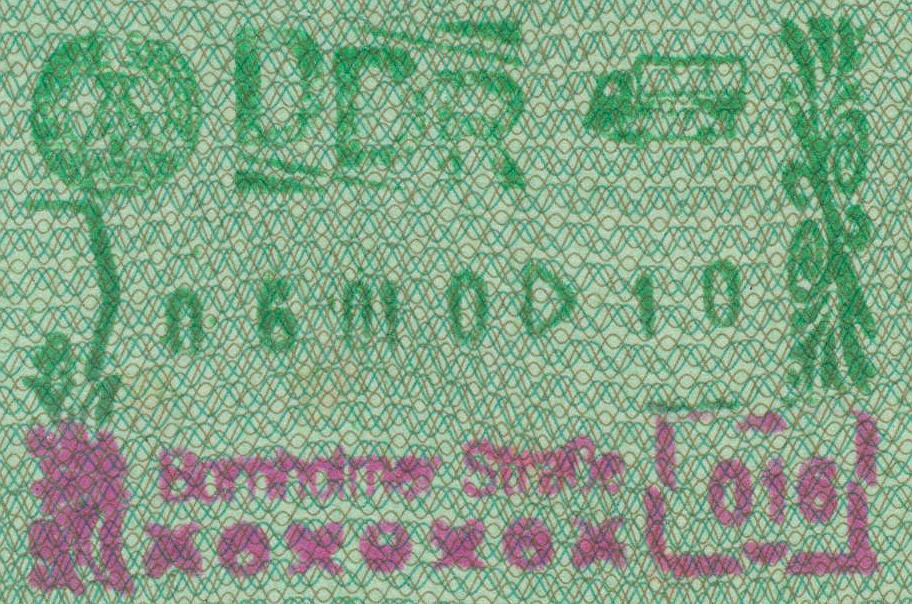
Stempel „Bornholmer Straße“ im bundesdeutschen Reisepass, Januar 1990

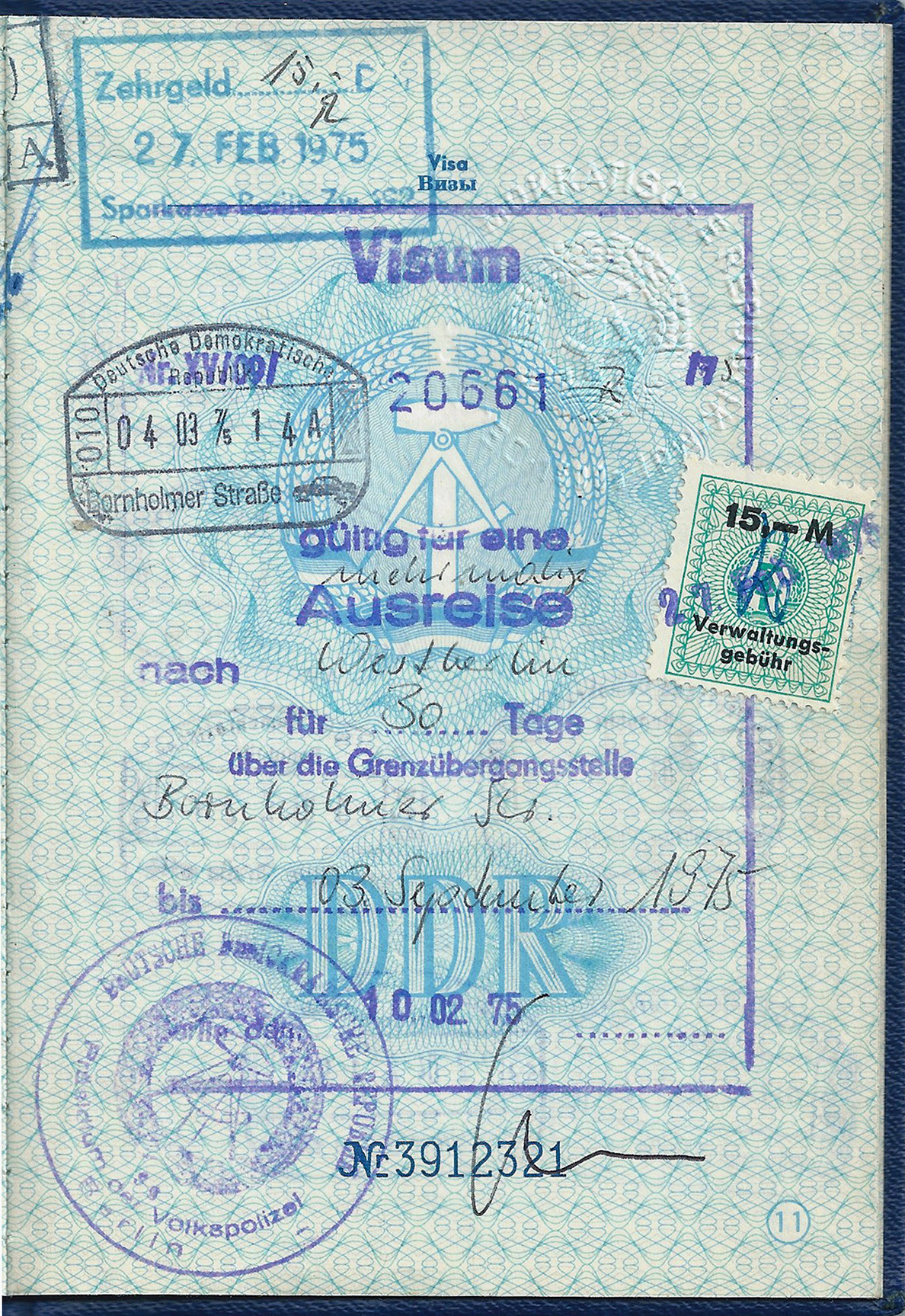
Ausreisevisum mit Ausreisestempel der Grenzübergangsstelle Bornholmer Straße im DDR-Reisepass, 1975

Der Grenzübergang Bornholmer Straße war ein Grenzübergang an der Berliner Mauer von 1961 bis 1990; er verband die Bezirke Prenzlauer Berg und Wedding im Norden Berlins über die Bösebrücke.

## Namensgebung und Entstehung
Seinen Namen hat er von seiner Lage an der Bornholmer Straße, die – 1903 nach der dänischen Ostseeinsel Bornholm benannt – durch die damaligen Bezirke Prenzlauer Berg und Wedding (jetzt Teile der Bezirke Pankow beziehungsweise Mitte, Ortsteil Gesundbrunnen) verläuft. Die Bornholmer Straße ist Teil des äußeren Straßenringes aus dem Berliner Bebauungsplan von 1862.

## Der 9. November 1989

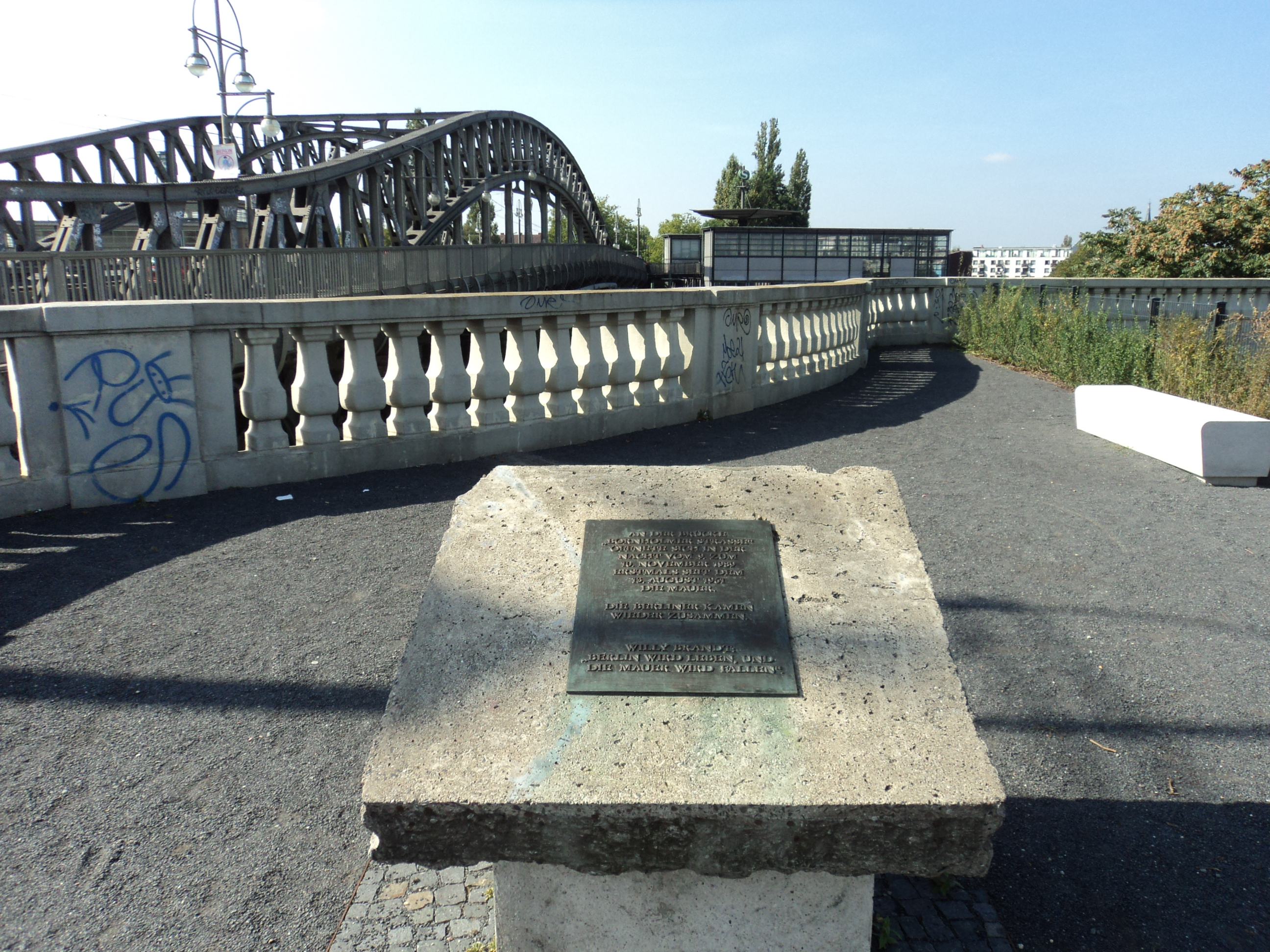
Der aus einem Mauersegment gefertigte Gedenkstein am Platz des 9. November 1989

Nach der live übertragenen Erklärung Günter Schabowskis auf einer Pressekonferenz am 9. November 1989, einem Donnerstag, gegen 19 Uhr, dass die DDR-Bürger die Reisefreiheit erhalten würden, wozu er auf Nachfrage ergänzte, dass die Regelungen dazu „unverzüglich“ gültig seien, war der Grenzübergang Bornholmer Straße nach dem Grenzübergang Waltersdorfer Chaussee einer der ersten Grenzübergänge in Berlin, an dem um 23:30 Uhr die Passkontrollen eingestellt wurden und wo nachfolgend Tausende DDR-Bürger die Gelegenheit nutzten, nach West-Berlin zu kommen:
Im Laufe des Abends hatten sich nach Schabowskis Erklärung mehr und mehr DDR-Bürger am Grenzübergang versammelt, um nach West-Berlin zu gelangen. Der Leiter des Grenzübergangs Bornholmer Straße, Harald Jäger, ein Oberstleutnant der PKE, fragte bei seinen Vorgesetzten immer wieder nach, wie weiter zu verfahren sei, erhielt von diesen jedoch keine oder nichtssagende Anweisungen. Nach dem Auslösen eines „stillen“ (nach außen nicht wahrnehmbaren) Alarms reagierten erst- und letztmals die Vorgesetzten: Es kam die Anweisung (ab etwa 21:20 Uhr), einzelnen Leuten (und zwar „den größten Schreiern“) die Ausreise zu genehmigen. Der DDR-Personalausweis erhielt dazu einen Stempel halb über das Lichtbild. Dies sollte eine Wiedereinreise in die DDR verhindern – die Personen wurden darüber aber nicht in Kenntnis gesetzt.
Es zeigte sich jedoch, dass damit das Problem nicht gelöst war: Immer mehr DDR-Bürger drängten sich vor dem Grenzübergang und forderten ihre Ausreise. Die Situation verschärfte sich vor Ort weiter. Von seinen Vorgesetzten alleingelassen, ließ Harald Jäger, einerseits unter dem Druck der Verhältnisse, andererseits offenbar zornig über das Verhalten der Vorgesetzten und vor dem Problem resignierend, am 9. November 1989 nach weiteren zwei Stunden um 23:29 Uhr eigenmächtig und entgegen der Befehlslage die Grenzübergangsstelle öffnen und sämtliche Passkontrollen einstellen. Der Übergang wurde damit nach dem Grenzübergang Waltersdorfer Chaussee eine der ersten Stellen, an denen die Berliner Mauer geöffnet wurde. Er galt aber lange als erste. Die bis dahin fast 1000 Reisewilligen, die sich an der Grenzübergangsstelle versammelt hatten, durften in den Westen ausreisen.
Nachdem Harald Jäger an die MfS-Zentrale durchgegeben hatte, dass er die Schlagbäume geöffnet habe, erhielten die anderen sechs Grenzübergänge gegen 24 Uhr von dort die Anweisung, ebenso zu verfahren.

## Gedenken
Am ersten Jahrestag des Mauerfalls wurde östlich der Brücke auf dem Gelände der ehemaligen Grenzübergangsstelle ein Gedenkstein errichtet. Dieser ist aus einem Mauersegment gefertigt. Seine Inschrift lautet:

„An der Brücke Bornholmer Straße öffnete sich in der Nacht vom 9. zum 10. November 1989 erstmals [sic] seit dem August 1961 die Mauer. Die Berliner kamen wieder zusammen. Willy Brandt: ‚Berlin wird leben und die Mauer wird fallen.‘“

Im westlichen Sprengwerk der Bösebrücke befindet sich eine Gedenktafel mit der Inschrift

„Bösebrücke 1961–1989 DDR-Grenzübergang / war am 9. November 1989 der erste Grenzübergang der innerdeutschen Grenze, an dem die DDR-Grenzschranken fielen.“

An jedem 9. November versammeln sich an der Bösebrücke in den Abendstunden Berliner Bürger sowie die beiden Bürgermeister der Bezirke Mitte und Pankow, um bei einem Glas Sekt an die Ereignisse von 1989 zu erinnern.
Im nicht ganz faktengetreuen Fernsehfilm Bornholmer Straße aus dem Jahr 2014 (in dem beispielsweise die Hauptfiguren zum Teil andere Namen als die historischen Personen tragen) bilden die Ereignisse dieses Abends das dramatische Hauptmotiv.
Im Film Einmal Ku’damm und zurück erlangte der Grenzübergang Bornholmer Straße Berühmtheit durch die Verhaftung des Chefkochs der Schweizer Botschaft, Peter Gross. Harald Jäger, damals Oberstleutnant, bekam den Befehl vom MfS, das Auto zu kontrollieren und eine Verhaftung vorzunehmen, da die Vermutung bestand, dass sich im Kofferraum eine weibliche Person befindet.

## Umgebung
Unterhalb der Brücke befindet sich der Bahnhof Bornholmer Straße der Berliner S-Bahn, der von 1961 bis 1990 im weiteren Sinne den Geisterbahnhöfen in Berlin zugerechnet wird. Auf dem Gelände des ehemaligen Grenzübergangs befand sich nach der deutschen Wiedervereinigung zeitweilig ein Autohandel. Nach dem Verkauf des Areals an einen Investor wurde auf der Fläche Mitte 2011 ein Supermarkt errichtet.

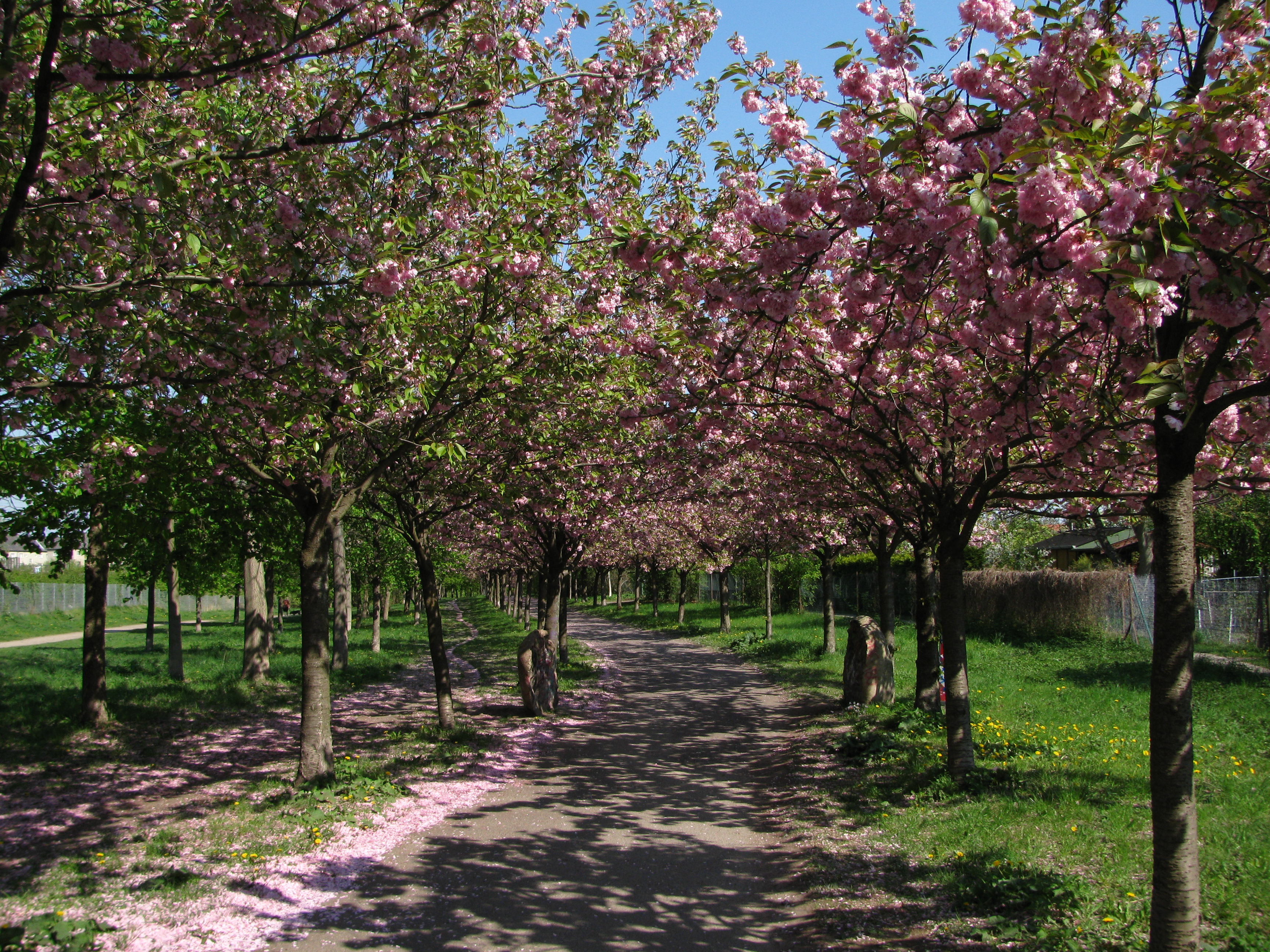
Japanische Zierkirschen am Berliner Mauerweg unterhalb der Bösebrücke, 2011

Auf dem ehemaligen Mauerstreifen unterhalb der Bösebrücke verläuft heute ein Teilstück des Berliner Mauerweges mit einer kleinen Allee von Japanischen Zierkirschen. Diese Bäume sind ein Geschenk der Spendenaktion Sakura-Campaign eines japanischen Fernsehsenders als Ausdruck der großen Anteilnahme an den Ereignissen der deutschen Wiedervereinigung. Die Zierkirschen sollen Frieden und Ruhe in die Herzen der Berliner bringen, wünschten sich die Japaner.
Am 9. November 2010 wurde an der östlichen Seite der Bösebrücke nördlich der Bornholmer Straße der Platz des 9. November 1989 eingeweiht, auf dem eine Bildergalerie mit Fotos der Maueröffnung zu sehen ist, mit der an die Geschichte des Grenzübergangs auf der Bösebrücke erinnert wird. Die Finanzierung erfolgte aus dem Vermögen der Parteien und Massenorganisationen der ehemaligen DDR. Dieser Ort ist kein Platz im städtebaulichen Sinn, da es an ihm keine Gebäude gibt. Es handelt sich vielmehr um ein schmales, etwa 200 Meter langes Geländeareal neben der Bornholmer Straße, das durch die noch vorhandene ehemalige Hinterlandsicherungsmauer begrenzt ist. Von dieser durchziehen in unregelmäßigen Abständen rostende Stahlbänder den Bodenbelag. Daran wird chronologisch an die Ereignisse des 9. November 1989 erinnert. Der aus einem Mauersegment gefertigte Gedenkstein wurde vom Gelände der ehemaligen Grenzübergangsstelle auf das neu gestaltete Areal umgesetzt. Bepflanzt ist der Platz mit einer speziellen Züchtung Japanischer Zierkirschen, die im Frühjahr, bei mildem Wetter aber auch bereits im November blüht.

## Mediale Rezeption
- Bornholmer Straße, Tragikomödie von Regisseur Christian Schwochow aus dem Jahr 2014 über die Ereignisse am Grenzübergang Bornholmer Straße am 9. November 1989.